# Sinan Hoxha
Sinan Hoxha (* 5. September 1975 in Tirana, Albanien) ist ein albanischer Sänger, der vor allem als Interpret des albanischen Turbo-Folks (Tallava) bekannt ist. Zusammen mit dem Sänger Altin Shira versucht er seit den 1990er Jahren, die Roma-Musik im Land wiederzubeleben, was während der kommunistischen Diktatur von 1945 bis 1990/91 verboten war. Während Altin Shira eher regionale Erfolge in Albanien verzeichnete, erlangte Sinan Hoxha auch in anderen von Albanern bewohnten Gebieten wie in Kosovo und Nordmazedonien große Beliebtheit.

## Diskographie

### Alben
- 2007: Egzistoj
- 2007: Arome Parfumi
- 2009: Xhelozia
- 2013: Gili Gili

### Singles
- 1999: Fotografia
- 2000: Dasma Tironse
- 2000: Mbret me ty jam
- 2007: Hajredin Pasha (feat. Ermal Fejzullahu)
- 2007: Shukarije (feat. Sonila Malaj)
- 2008: Alo Alo Ambulanca
- 2010: Adrenalina (feat. Seldi Qalliu)
- 2011: Kuq e zi (feat. Meda & Seldi Qalliu)
- 2011: Bjondina (feat. Seldi Qalliu)
- 2012: Loçk e zemër
- 2013: Karajfil i vogël (feat. Seldi Qalliu)
- 2013: Gili Gili
- 2013: Kukulla (feat. Seldi Qalliu)
- 2013: Zemer Zemer
- 2014: Lace
- 2014: Vdeksha për ty
- 2014: Syte Blu
- 2015: Bomba
- 2015: Nona
- 2016: Pina Pina
- 2017: Vullkan
- 2017: Shoqnia